# Шавань (станция)
Шавань — станция (тип населенного пункта) в составе Идельского сельского поселения Сегежского района Республики Карелия.

## Общие сведения
Станция расположена на 699-м км перегона Сегежа—Беломорск.

## Население
| 2002 | 2009 | 2010 | 2013 |
| ---- | ---- | ---- | ---- |
| 2    | →2   | ↗3   | →3   |